# Гиппарин (тиран)
Гиппарин — тиран Сиракуз приблизительно в 352—351 годах до н. э., сын Дионисия Старшего и Аристомахи. После смерти отца утвердился в Леонтинах. В ходе начавшейся борьбе за власть в Сиракузах смог ненадолго овладеть ими.